# Lavrado
Lavrado é um termo utilizado em Roraima para definir a região de vegetação aberta (do tipo savana-estépica, ao norte, e savana, mais ao sul) situada na porção nordeste deste estado da Amazônia brasileira.
Trata-se de um ecossistema único, sem correspondente em outra parte do Brasil, com elevada importância para a conservação da biodiversidade e de outros aspectos ambientais amazônicos, sendo uma paisagem que faz parte do grande sistema de áreas abertas que se assenta entre Brasil, Guiana e Venezuela (68 145 km²). O lado brasileiro, totalmente restrito a Roraima, detém 62,6% (42 706 km²) de deste complexo florístico.

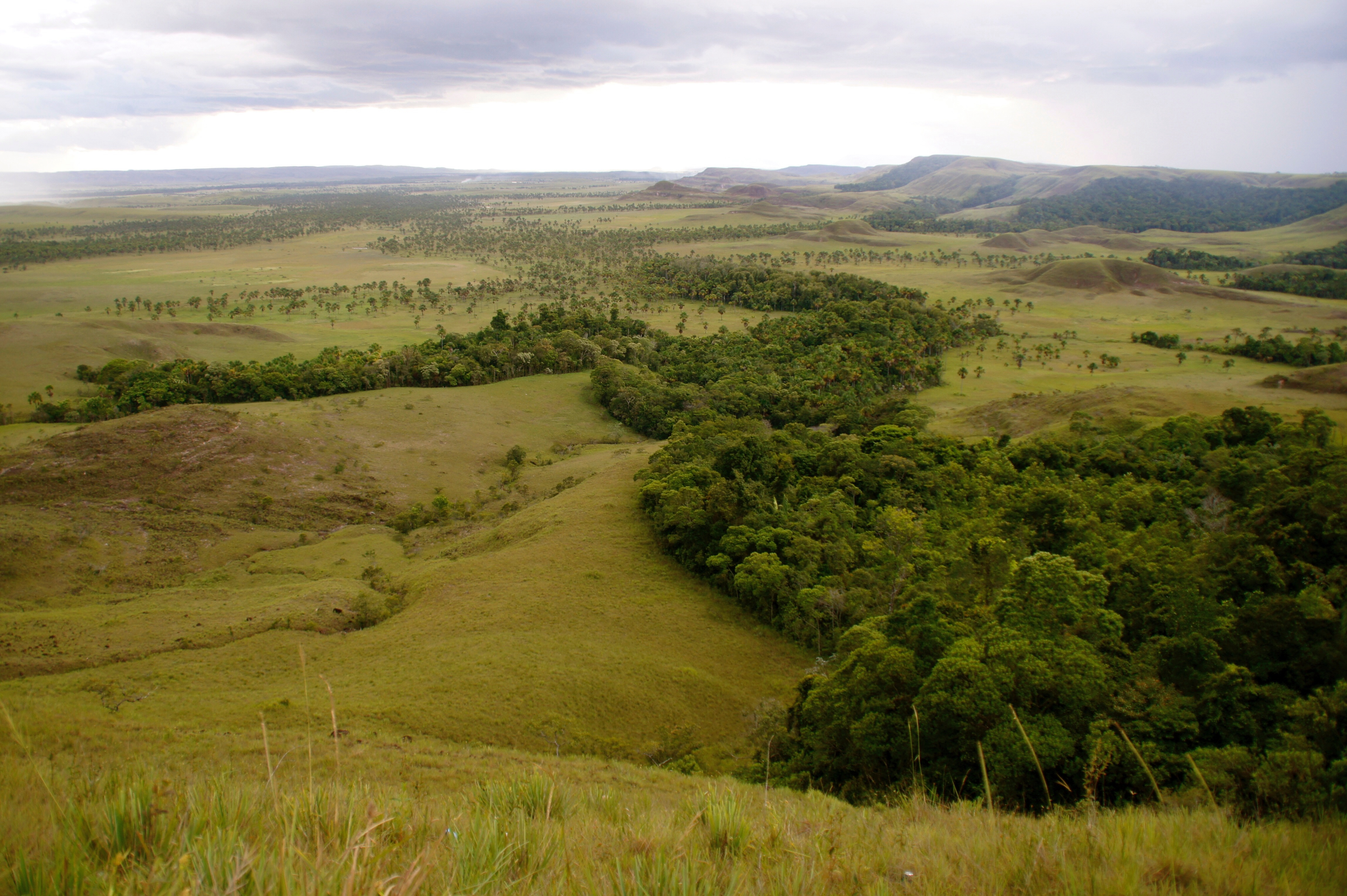
Visão do território brasileiro a partir do monte Roraima, em Santa Elena de Uairén, Venezuela.

Dentro da divisão de biomas e ecorregiões que o Ministério do Meio Ambiente do Brasil adota, esta grande paisagem é definida como a ecorregião das «Savanas das Guianas», inserida no bioma amazônia.
O Lavrado encontra-se atualmente em grande parte protegido devido às grandes extensões de terras indígenas, as quais ocupam a maior parte da sua área (a exemplo, reservas de São Marcos e Raposa-Serra do Sol). A despeito disso, ainda há uma crescente presença de agricultura mecanizada de grãos na sua porção sul, nos municípios de Bonfim, Boa Vista, Cantá e Alto Alegre.
É nesta região que vive o cavalo lavradeiro, uma espécie equina ameaçada de extinção e que habita a área há mais de 200 anos.